# Théorème d'équidistribution

Illustration du remplissage de l'intervalle unité (axe horizontal) avec les n premiers termes prédit par le théorème d'équidistribution avec quatre nombres irrationnels connus, pour n de 0 à 999 (axe vertical). Les 113 bandes distinctes pour π sont dues à la proximité de sa valeur avec le nombre rationnel 355/113. De même, les 7 groupes distincts sont dus au fait que π vaut environ 22/7.
[ (Figure en taille maximale)

En mathématiques, le théorème d'équidistribution exprime que la suite des restes modulo 1 des multiples d'un nombre irrationnel :
a, 2a, 3a,... mod 1
est équiditribuée sur le cercle {\displaystyle \mathbb {R} /\mathbb {Z} }. C'est un cas particulier du théorème ergodique, pour lequel on prend la mesure d'angle normalisée {\displaystyle \mu ={\frac {\mathrm {d} \theta }{2\pi }}}.

## Histoire
Alors que ce théorème a été prouvé indépendamment en 1909 et 1910 par Hermann Weyl, Wacław Sierpiński et Piers Bohl, des variantes de ce théorème sont toujours étudiées à ce jour.
En 1916, Weyl a démontré que la suite a, 22a, 32a,... mod 1 est équidistribuée sur l'intervalle [0,1]. En 1937, Ivan Vinogradov a prouvé que la suite pn a mod 1 est également équidistribuée, où pn est le n-ième nombre premier. La preuve de Vinogradov est une application de sa démonstration de la conjecture faible de Goldbach, qui exprime que tout nombre impair suffisamment grand est la somme de trois nombres premiers.
George Birkhoff, en 1931, et Aleksandre Khintchine, en 1933, ont démontré que la suite de terme général x + na est, pour presque tout x, est équidistribuée sur tout sous-ensemble mesurable au sens de Lebesgue de l'intervalle unitaire. Les généralisations correspondantes des résultats de Weyl et Vinogradov ont été prouvées par Jean Bourgain en 1988.
Plus précisément, Khinchin a montré l'identité
{\displaystyle \lim _{n\to \infty }{\frac {1}{n}}\sum _{k=1}^{n}f((x+ka){\bmod {1}})=\int _{0}^{1}f(y)\,dy}
pour presque tout x et pour toute fonction intégrable au sens de Lebesgue f. Dans les formulations modernes, on se demande dans quelles conditions l'identité
{\displaystyle \lim _{n\to \infty }{\frac {1}{n}}\sum _{k=1}^{n}f((x+b_{k}a){\bmod {1}})=\int _{0}^{1}f(y)\,dy}
a lieu, étant donné une suite quelconque (bk).
Un résultat remarquable est que la séquence 2k a mod 1 est équidistribuée pour presque tout a irrationnel, mais pas pour tout a. De même, pour la suite bk = 2k a, pour tout irrationnel a et presque tout x, il existe une fonction ƒ pour laquelle la somme du membre de gauche n'a pas de limite. En ce sens, cette suite est une suite de moyenne universellement mauvaise, par opposition à la suite définie par bk = k, qui est appelée une suite de moyenne universellement bonne, car elle ne présente pas ce dernier défaut.
Un résultat général puissant est le critère de Weyl, qui montre que l'équidistribution équivaut à avoir une estimation non triviale des sommes exponentielles formées avec les termes de la suite comme exposants. Pour le cas de multiples de a, le critère de Weyl réduit le problème à la sommation de suites géométriques finies.